# Stenogonum flexum
Stenogonum flexum är en slideväxtart som först beskrevs av Marcus Eugene Jones, och fick sitt nu gällande namn av Reveal & J. T. Howell, Brittonia. 28. Stenogonum flexum ingår i släktet Stenogonum och familjen slideväxter. Inga underarter finns listade i Catalogue of Life.